# Hugo Bartsch

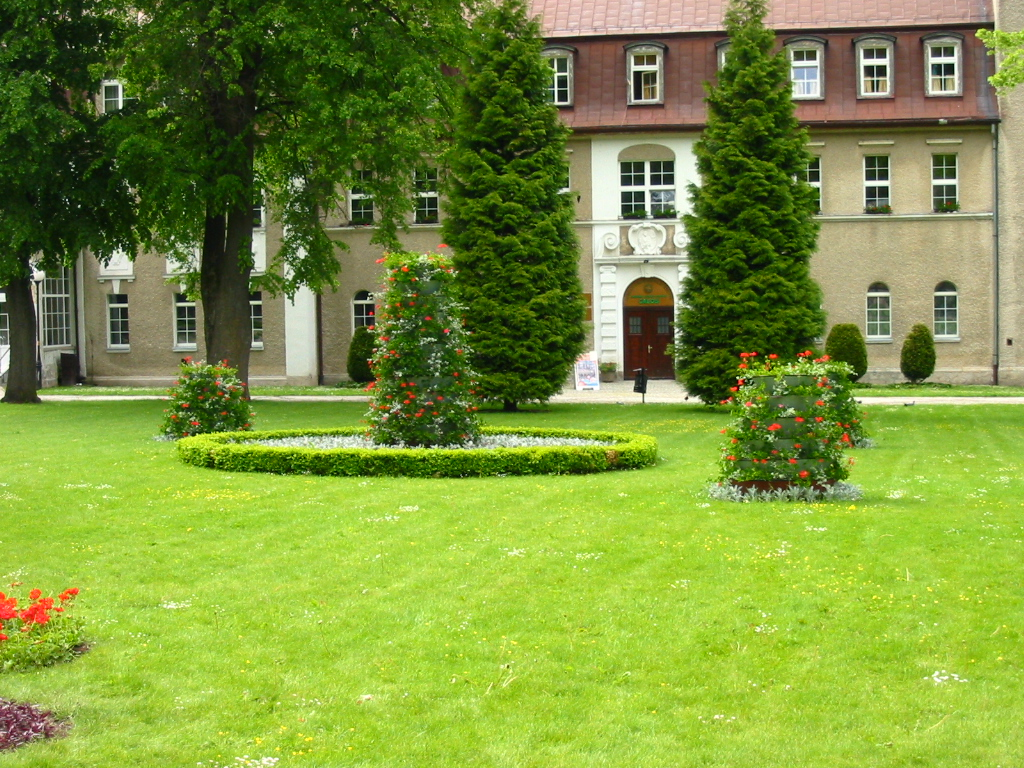
Fragment uzdrowiska w Dusznikach-Zdroju

Hugo Bartsch (ur. 1876 w Dusznikach-Zdroju, zm. 11 kwietnia 1957 w Borghorst) – niemiecki muzyk, kapelmistrz, związany z uzdrowiskiem w Dusznikach-Zdroju.

## Życiorys
Urodził się w 1876 roku w Dusznikach-Zdroju. Należał do słynnej rodziny dusznickich muzyków Bartsch, której karierę rozpoczął Ignaz Bartsch (zm. 1830). od dzieciństwa szkolony był w kierunku muzycznym, kontynuując tym samym tradycję rodzinną. Od 1898 roku przez 47 lat należał do Dusznickiej Kapeli Zdrojowej. W 1921 roku założył Zimową Kapelę Zdrojową i powołał 34 muzyków kapeli dętej, tzw. Bartsch-orkiestrę. Był nie tylko uzdolnionym skrzypkiem, trębaczem, dyrygentem i pedagogiem, ale także jednym z ostatnich muzykantów ludowych hrabstwa kłodzkiego. W 1945 roku został przesiedlony do zachodnich Niemiec, gdzie zmarł w 1957 roku w Borghost w Nadrenii Północnej-Westfalii. 